# Fraser Stoddart
James Fraser Stoddart FRS (Edimburgo, 24 de maio de 1942 – 30 de dezembro de 2024) foi um químico escocês naturalizado americano. Foi laureado com o Nobel de Química de 2016, juntamente com Jean-Pierre Sauvage e Bernard Feringa, por seu trabalho em máquinas moleculares.

## Morte
Stoddart morreu no dia 30 de dezembro de 2024, aos 86 anos.